# Torda (comitaat)
Het comitaat Torda (Hongaars: Torda vármegye, Latijn: comitatus Thordensis, Duits: Komitat Torda) is een historisch comitaat in het oude Zevenburgen en het Koninkrijk Hongarije. Het bestond van de 11e of 12e eeuw tot in 1876.

## Geschiedenis
Comitaten, die ontstonden rond burchten, waren de basiseenheden van het koninklijke bestuur in het Koninkrijk Hongarije sinds de 11e eeuw. De burcht van waaruit het comitaat Torda aanvankelijk bestuurd werd, bevond zich ongeveer 15 km van het stadje Torda, bij het dorp  Várfalva, het huidige Moldovenești, aan de rivier de Aranyos.
Hoewel het comitaat Torda voor het eerst werd vermeld in het jaar 1227, werd er al in 1221 verwezen naar een niet nader genoemde ispán van Torda. De ispáns van Torda werden aangesteld door de vojvoda's van Zevenburgen, die de koning van Hongarije vertegenwoordigden.
Bij de hervorming van de bestuurlijke indeling van Hongarije en de opheffing van het Grootvorstendom Zevenburgen in 1876 hield het comitaat op te bestaan. Het oostelijke deel van Torda werd samengevoegd met de Marosszék om het nieuwe comitaat Maros-Torda te vormen, het westelijke deel werd samen met de Aranyosszék het nieuwe comitaat Torda-Aranyos.